# Lenzerheide/Lai
Lenzerheide/Lai (deutsch Lenzerheideⓘ, rätoromanisch Laiⓘ) ist ein Ort im Kanton Graubünden in der Schweiz auf etwa 1450–1600 m ü. M. 

## Geographie
Politisch ist das Dorf eine Fraktion der Gemeinde Vaz/Obervaz. Trotz dem deutsch klingenden Namen liegt die Lenzerheide im romanischen Sprachgebiet. Der von Chur nach Tiefencastel führende Abschnitt der Hauptstrasse 3 wird oft kurz als «Lenzerheide» oder «Lenzerheidepass» bezeichnet, wobei die Kulmination zwischen den Nachbarorten Valbella und Parpan liegt.
Zur Fraktion Lenzerheide zählen nebst dem Dorfzentrum Lai die folgenden Ortsteile (im Uhrzeigersinn, beginnend im Osten des Dorfzentrums): Dieschen, Crapera, Sundroina, Clavadoiras, Resgia, Penasch, Clois, Sporz Davains, Val Sporz, Tgantieni, Fadail, Spoina, La Riva.

## Geschichte
Das Dorf Lenzerheide entstand erst in der zweiten Hälfte des 19. Jahrhunderts. Im 15. und 16. Jahrhundert wurde am Parpaner Rothorn Erz abgebaut. Bis gegen Ende des 19. Jahrhunderts war die Lenzerheide vorab ein Maiensäss der Obervazer Bauern. Im Juni fand jeweils der Obervazer-Heide-Markt statt. Ein bescheidenes Wirtshaus existierte bereits 1799. 1854 erbaute Toni Lenz das erste Steinhaus, in dem sich das Wirtshaus am Marktplatz und die Postablagestelle befanden. Die Familie Lenz war die erste Obervazer Familie, die ganzjährig im Maiensässweiler Lai wohnte. In Canols beim Heidsee lebte die Abdeckerfamilie Moser in einer von der Gemeinde zur Verfügung gestellten Holzhütte. Noch in den 1890er-Jahren betrieb ein möglicher Spross dieser Familie namens Ziegler dieses Geschäft etwas östlich des heutigen Heidsees.
In den 1860er-Jahren wählten Luzius und Maria Ursula Brügger-Jochberg die Lenzerheide als Sommersitz. 1874 eröffneten einige Bauern des Weilers Lai eine Sennerei. «Anstalten zur Aufnahme von Kuranten» unternahm Anna Maria Candrian, als sie 1875 den «Waldhof» erbaute. In diesem Haus wohnte Friedrich Nietzsche im Juni 1887 und verfasste das Fragment Der europäische Nihilismus. Joachim Cantieni-Parpan eröffnete am 24. Juni 1882 das Hotel «Kurhaus» mit 30 Betten. 1888 erbaute Johann Fidel Rischatsch-Bläsi das Hotel «Post», das spätere «Lenzerhorn». Mit dem Bau der ersten katholischen Kirche im Jahr 1886 erfolgte der letzte Schritt zu einer neuen dörflichen Gemeinschaft. In den folgenden Jahren erbauten Churer Familien ihre Sommervillen in Lai und Canols. Auch einige Bauernfamilien aus den Stammfraktionen von Vaz/Obervaz entschlossen sich in den folgenden Jahrzehnten, ihre Maiensässe ganzjährig zu bewohnen. Der Kurbetrieb beschränkte sich zuerst auf den Sommer. Der Winterbetrieb, zunächst in unbeheizten Zimmern, begann in den 1890er-Jahren.
In den Jahren 1911 bis 1939 begann mit der Erweiterung der genannten und dem Bau weiterer Hotels sowie von Wohn- und von Ferienhäusern die Entwicklung zur Tourismus-Destination. 1936 wurde die erste «Funibahn» von Val Sporz nach Tgantieni eröffnet. 1942 brachten die ersten Skilifte den eigentlichen Aufschwung des Ortes als Tourismusstation mit Sommer- und Winterbetrieb. Der Zweite Weltkrieg führte zu einem empfindlichen Einbruch der Hotellerie und der Entwicklung des Ortes. Ab ca. 1950 begann der Boom des Ferienhaus- und Zweitwohnungsbaus, der bis zum Inkrafttreten des Bundesgesetzes über Zweitwohnungen am 1. Januar 2016 unvermindert andauerte.

## Bevölkerung
Von den 2586 Einwohnern der Gemeinde Vaz/Obervaz lebten 2006 ca. 2000 in den beiden Touristikzentren Lenzerheide und Valbella.

## Wirtschaft
Hauptwirtschaftszweige sind Winter- und Sommertourismus, Baugewerbe und Landwirtschaft. Im Sommer wird das Gebiet für Familienferien und Funsportarten bevorzugt. Attraktionen im Sommer sind insbesondere der Heidsee (Baden, Surfen, Fischfang), die speziell markierten Mountainbike-Routen bis auf 2000 m Höhe und Golf auf einer 18-Loch-Anlage.
Im Jahr 2007 verzeichnete Lenzerheide über 1,1 Millionen Logiernächte in Hotels und Parahotellerie.
Rothornbahn und Scalottas-Sessellift bringen die Feriengäste mitten in die Wanderregionen. Die Bergtour vom Parpaner Rothorn via Urdensee oder Älplisee nach Arosa (ca. 6 Stunden) und von dort weiter nach Davos wird «Mittelbünden Panoramaweg» genannt. Die aus dem Zusammenschluss mehrerer Bergbahngesellschaften hervorgegangene Lenzerheide Bergbahnen AG zählt heute zu den grössten Bergbahnunternehmungen in Mittelbünden. Das Transportangebot umfasst dreizehn verschiedene Anlagen auf beiden Talseiten mit einer Förderleistung von über 8000 Personen pro Stunde für Snowboarder und Skifahrer. Die Skigebietsverbindung Arosa – Lenzerheide wurde im Juni 2008 zunächst abgelehnt. Nach grundlegender Überarbeitung des Projekts erteilte der Souverän der Gemeinde Vaz/Obervaz jedoch Ende November 2011 grünes Licht. Die Eröffnung der Verbindung erfolgte Mitte Januar 2014.

### Sport und Freizeit

#### Wintersport
Die von der FIS zugelassenen Weltcuppiste erlaubt Rennen in sämtlichen alpinen Disziplinen der Frauen und Männer. Daher ist Lenzerheide ein beliebter Austragungsort für das Weltcupfinale (2005, 2007, 2011, 2013, 2014, 2021). Das Ziel und der grösste Teil der Weltcuppiste liegen jedoch in der Gemeinde Churwalden. Die Gesamtlänge der Pisten aller Schwierigkeitsgrade im Gesamtgebiet Arosa Lenzerheide beträgt rund 225 km. Es gibt zudem ein grosses Natureisfeld, ein öffentliches Hallenbad und 56 km Langlaufloipen.
Lenzerheide gehört seit 2012 zu den Austragungsorten des Snowboard-Europacups. Lenzerheide war zeitweilig Durchgangs- und (ab 2013) Startort des Gebirgslaufs Swiss Irontrail.
In Lantsch/Lenz, der südlichen Nachbargemeinde von Vaz/Obervaz, befindet sich das Bioathlon- und Skilanglaufstadion Roland Arena, in welchem 2025 die FIS Biathlon Weltmeisterschaft ausgetragen wurde. 

#### Mountainbike
Lenzerheide ist regelmässiger Austragungsort des UCI-Mountainbike-Weltcups mit XC und Downhill. Im Verbund mit Chur und Arosa bildet Lenzerheide das «Bikekingdom» mit zwei Bikeparks und über 50 sogenannten Trails aller Schwierigkeitsstufen.

#### Motorsport
Seit 2013 ist Lenzerheide der Austragungsort der Lenzerheide Motor Classics, einer Motorsportveranstaltung für historische Automobile und Motorräder. Im Jahre 2024 wurde die Lenzerheide Motor Classics durch Befragung zum Gewinner des Swiss Classic Awards in der Sparte Historic Racing gewählt. Die Organisation und Durchführung wird durch den gleichnamigen Verein Lenzerheide Motor Classics jeweils im Juni in der Ferienregion Lenzerheide durchgeführt.

## Bilder

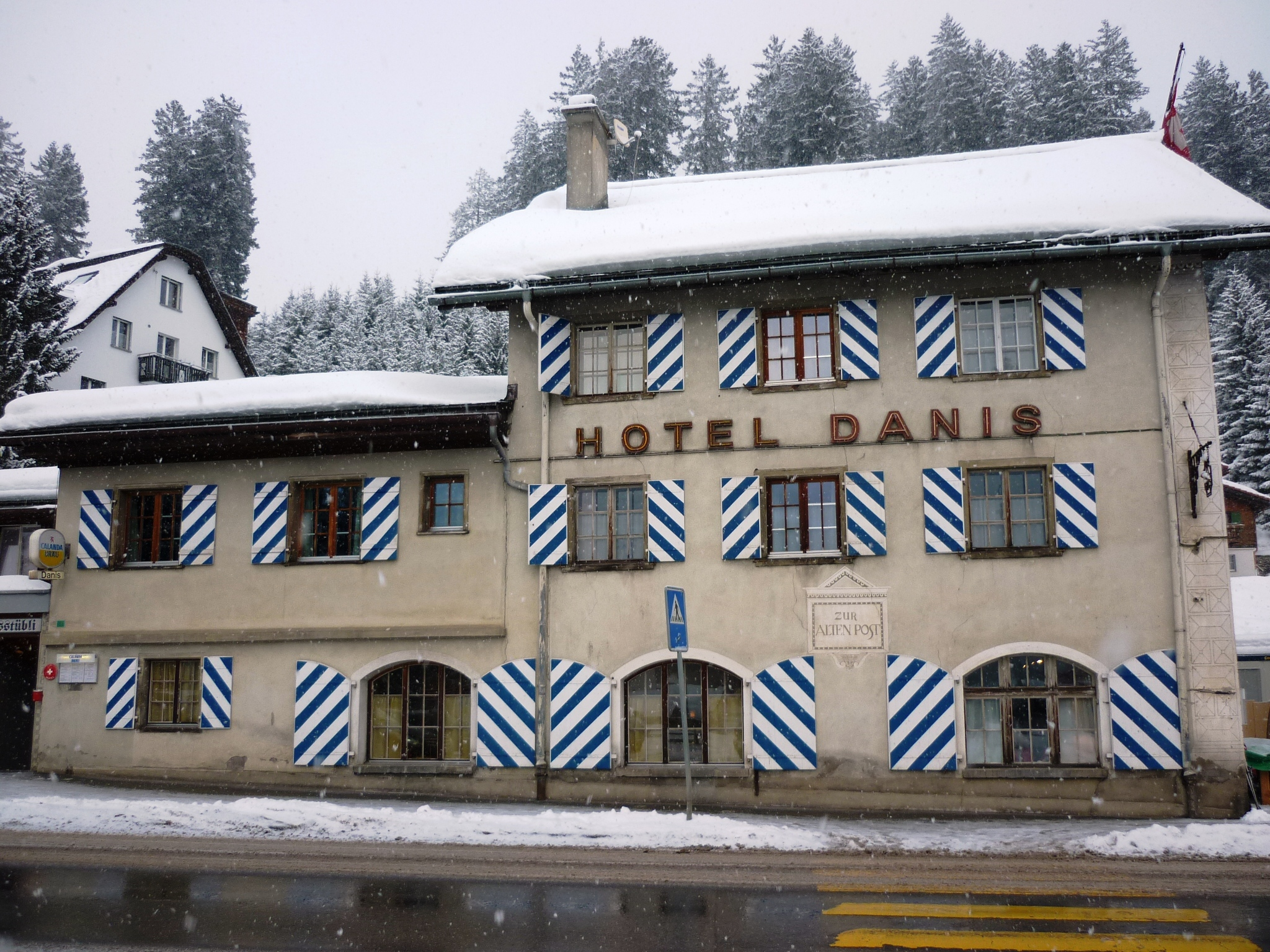
Das ehemalige Wirtshaus am Marktplatz diente von 1857 bis 1888 als Postablagestelle
Lenzerheide 1927 aus 1600 Metern Höhe von Walter Mittelholzer
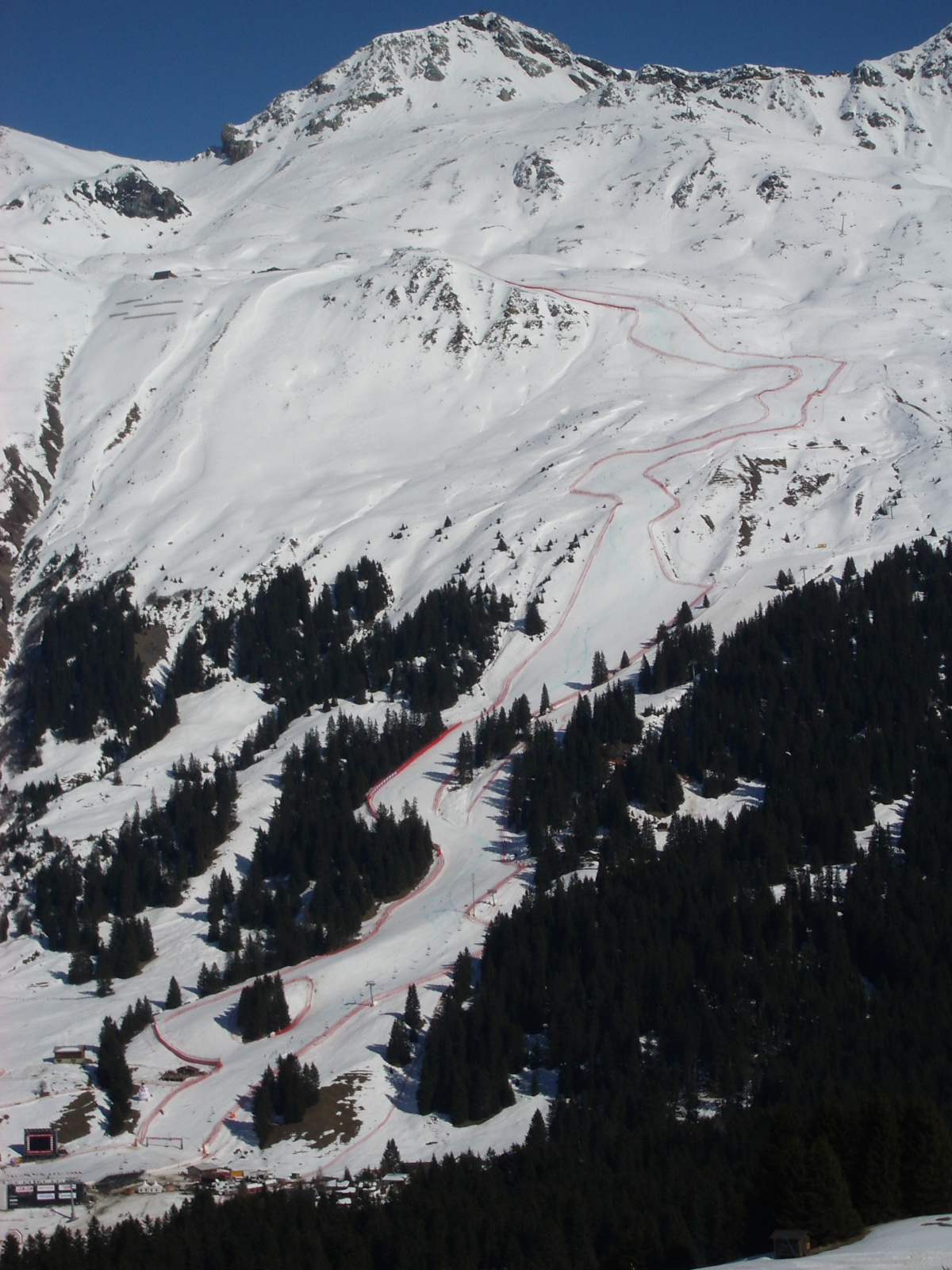
Beltrametti-Piste am Parpaner Rothorn
Historisches Luftbild von W. Friedli (1947)
Gran Hotel Kurhaus, historisches Luftbild von W. Friedli (1949)

## Sehenswürdigkeiten
- Hotel Danis, ehemalige Postablage und Wirtshaus am Marktplatz, erbaut 1854
- Kirche San Carlo, erbaut 1886
- Chalet God-Lai, zweitältestes Ferienhaus in Lenzerheide, erbaut 1894
- Lärchensaal Grand Hotel Kurhaus, erbaut 1898, Architekt Nikolaus Hartmann senior
- Villa Meisser (heute Viola), erbaut 1905, Architekt Nikolaus Hartmann junior
- An exponierter Lage steht die besonders als Hochzeitskirche bekannte reformierte Kirche.
- Sehenswert ist auch das Berghaus Crapera.[7]

## Persönlichkeiten
- Linard Cantieni, Erbauer des ersten Hotels auf der Lenzerheide
- Willy Paterlini, Skifahrer und Skispringer, Schweizer Meister
- Roland Blaesi, Skifahrer, Schweizer Meister
- Toni Cantieni, Nationalrat und Präsident Lia Rumantscha